# Halle aux grains de Lectoure
 (septembre 2022).
La halle aux grains ou halle aux blés est un édifice élevé entre 1842 et 1846 à Lectoure (Gers) pour accueillir les marchés.

## Histoire

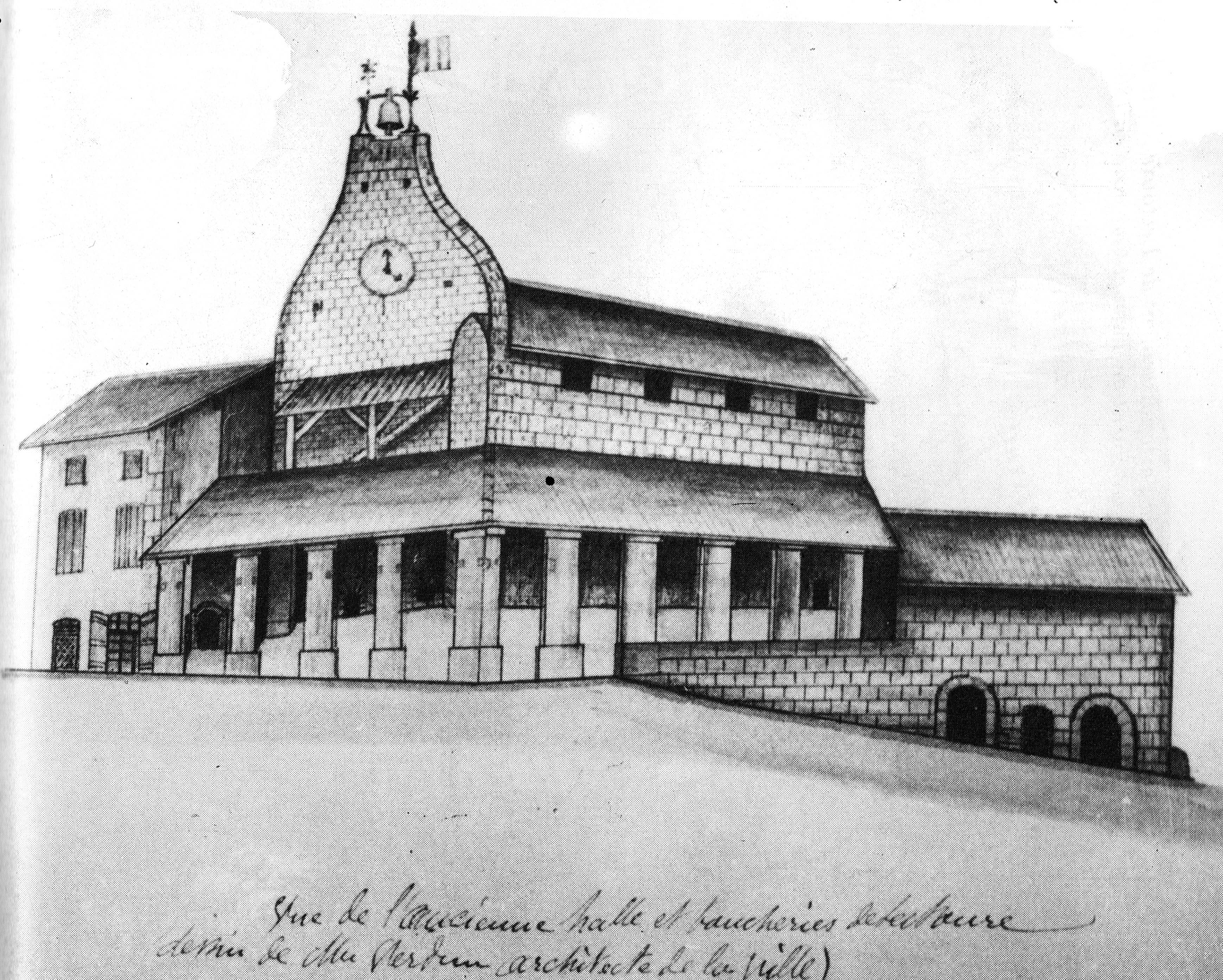
Ancienne halle et maison commune, dessin de M.Verdun, architecte de la ville, avant 1840

En 1840, un incendie ravage la maison commune de la ville, bâtiment construit en 1591, qui comprenait une halle, une partie dédiée aux affaires communales, et en contrebas, dans la rue Matabiau (actuelle rue Montebello), les boucheries, dont les abattoirs. L’édifice était surmonté d’un clocher-mur et les piliers de sa halle intégraient, juxtaposés deux à deux, les autels tauroboliques découverts lors des travaux du chœur de la cathédrale cinquante ans auparavant. Il se situait dans une position stratégique au cœur de la ville, entre le château et la cathédrale Saint-Gervais, à côté de la sénéchaussée, du temple protestant, de l’hôtel du gouverneur, du couvent des Cordeliers.
La nécessité d’une halle au blé se faisait sentir depuis longtemps. La municipalité avait acheté en l’an XII l’ancien couvent des Cordeliers dans cette intention. Un plan de 1818 indique l'espace de l'ancienne église comme  « place aux grains ». Un autre projet envisageait la reconstruction intégrale de la maison commune. L’incendie de 1840 fournit alors l’occasion.
La municipalité du maire Jean-Baptiste Gauran achète deux maisons contiguës pour créer une nouvelle rue qui isolera la parcelle. À l’ouest de cette rue se trouve le marché aux Vins, et une maison qui sera démolie en 1872. À la satisfaction des habitants qui se plaignaient des odeurs des abattoirs, qui attiraient même les loups en hiver depuis l’ouverture des remparts et des portes de la ville, on décide de les faire reconstruire par l’architecte Candelon, hors les murs, de l’autre côté du boulevard du Nord. Sur la construction de la halle, il y a encore des objections : certains préconisent qu’on la construise plus près du tracé de la route royale, qui emprunte encore la « vieille côte » contournant la ville au niveau de la promenade du Bastion. On remédie à cet inconvénient en faisant traverser la ville par la route royale, en la faisant sortir devant l’hôpital, longer les remparts au sud et descendre vers Saint-Gény pour retrouver l’ancien tracé.
Le projet de halle est établi par Aurès, ingénieur ordinaire de Condom, sous la supervision de l’ingénieur Ester. Les travaux sont confiés au maçon Dostes, du Castéra-Lectourois, puis on charge Lagarde, maçon à Miradoux, de surveiller les ouvriers et l’extraction des pierres aux carrières de la Bordeneuve. 
La halle est inaugurée le vendredi 8 octobre 1846 par le maire Joseph Broqua. Pour la circonstance le jour officiel de marché, qui était traditionnellement le samedi, passe au vendredi, jour toujours en vigueur. Une grande foule de marchands, de curieux et d’acheteurs se presse, et à la fin de la journée toutes les marchandises proposées ont été vendues.
Pendant la Seconde Guerre mondiale, de septembre 1939 à septembre 1940, la halle sert de cantine à la population de Saint-Louis (Haut-Rhin), réfugiée à Lectoure.

## Architecture
À la différence des autres types de halles traditionnellement en usage dans les villes et villages du Gers, le plus souvent une charpente sur piliers, accompagnée ou pas d’un bâtiment, nous sommes en présence d’une halle d’« architecte », bâtie avec un dessein pratique et esthétique et un part-pris monumental.
Après un grand espace libre formant parvis, aujourd’hui place Daniel-Seguin (un résistant tué pendant la Seconde Guerre mondiale), on se trouve face à deux pavillons de plan carré encadrant un portique classique à trois hautes arcades, surmonté d’un fronton triangulaire portant une horloge. Chacun des pavillons avait un rôle : l’un était destiné à un corps de garde, l’autre à un bureau d’octroi et un bureau des poids et mesures. L’architecte a pris le parti d’une couverture de ces pavillons en terrasse, avec étanchéité au bitume.
L’espace central est un vaste quadrilatère libre, encadré de deux collatéraux de moindre hauteur, séparés par des piliers carrés devant de grandes baies extérieures vitrées : l’espace intérieur est ainsi protégé de la pluie, mais aussi du vent, tout en bénéficiant d’un bon éclairage. La couverture est remarquable par ses fermes « palladiennes ».
La pente du terrain a permis d’aménager des garages municipaux en partie inférieure, à l’arrière, et deux escaliers de part et d’autre offrent des accès latéraux à mi-longueur. La façade arrière reproduit la façade principale avec ses deux pavillons latéraux, sans leur étage supérieur compte tenu de la grande hauteur due à la déclivité du terrain.
En 2017 les abords de la halle, dont la place Daniel-Seguin qui lui sert de parvis, ont été réaménagés. À cette occasion des fouilles archéologiques ont révélé la présence d’un puits vertical de forme particulière en « trou de serrure », vraisemblablement partie intégrante de l'ancienne maison commune, qui a été mis en valeur.
Comme la plupart des bâtiments de ce genre, la halle a perdu progressivement son activité de marché au profit de multiples autres manifestations : bals, expositions, festivals, marchés spécialisés, brocantes, etc., qui justifient son appellation actuelle de « halle polyvalente ».